# 로지반
로지반(la .lojban.)은 인공언어 로글란(Loglan)을 모태로 하여 언어의 완전한 기능성을 목표로 1987년에 개발된 인공어이다. 사피어-워프 가설의 실현이라는 학술적인 목적에서 시작되어 비영리단체인 Logical Language Group (LLG)이 주도하고 있다. 1997년에 문법이 잠정적으로 완성되어 이후 많은 국가의 참여자들에 의하여 계속 발전하고 있다.

## 문법의 특징
모든 문장을 자연스럽게 기술할 수 있는 "술어 논리"라는 개념이 문법의 기반이 된다. 이에 따라 보통의 자연어에서는 표현이 곤란한 복잡한 의미들을 매우 명료하게 기술할 수 있다. 문장의 논리적 모순도 쉽게 발견할 수 있다. 또한 특정 유럽언어의 기존 단어에서 규칙성을 부여한 에스페란토같은 인공어와 달리 매우 다양한 표현 형태를 구분하여 사용할 수 있다는 점도 특징이다. 비교언어학 또는 언어학 연구에 대한 공헌, 그리고 기계번역에서 언어간 교량매체로서의 역할 등이 기대된다.
어떠한 불규칙성도 용납하지 않는 로지반의 표기법과 구문법은 컴퓨터 분석 및 학습자의 학습을 용이하게 하는 요인이다. 일상회화 뿐 아니라 프로그래밍 언어로서도 적합한 특징을 가지고 있으며, 장래에는 기계와 사람이 서로 같은 언어를 공유할 수 있도록 연구되고 있다. 원칙적으로 동음이의어가 존재하지 않으며 약 1200개의 기본 어근을 사용하여 이들을 서로 조합해 약 144만 단어까지 합성 가능한 강력한 조어법을 지니고 있다.

## 문화적 중립원칙
초기 언어개발자및 이용자들에 의해 지속적으로 특정문화에 쏠리지 않고 중립적인 특징을 지니도록 가꾸어져 왔다. 기존 인공어가 주로 유럽의 공통어근을 중심으로 단어를 추출했다면, 로지반은 영어,스페인어,러시아어등 유럽의 언어와 아랍어,중국어,힌디어등 아시아와 중동의 언어까지 다양한 언어에서 추출한 어근을 전용 알고리즘을 통해 융화시킨 단어를 쓴다. 문자는 공식적으로 정해져 있지 않으며 어떤 문자체계도 인정되나, 통상적으로 보조기호를 첨가하지 않은 로마자가 널리 사용된다. 단/복수 남/녀 문법성의 구분등이 없고, 남성형 명사에서 여성형 명사가 파생되어 나오는 남존여비적인 체계도 없다.

## 음성과 문자
전술한 바와 같이 공식문자가 정해져 있지 않기 때문에 로마자표기법을 IPA를 통해 소개하도록 한다.
| 로마자 | 국제음성부호(IPA)               |
| ------ | ------------------------------- |
| '      | h / θ                           |
| ,      | ---                             |
| .      | ʔ                               |
| b      | b                               |
| c      | ʃ / ʂ                           |
| d      | d                               |
| f      | f / ɸ                           |
| g      | ɡ                               |
| j      | ʒ / ʐ                           |
| k      | k                               |
| l      | l                               |
| m      | m                               |
| n      | n / ŋ                           |
| p      | p                               |
| r      | r / ʀ / ɾ / ɽ / ʋ / ɹ / ʁ / ɺ / |
| s      | s                               |
| t      | t                               |
| v      | v / β                           |
| x      | x                               |
| z      | z                               |